# STMicroelectronics
STMicroelectronics este o companie franceză care produce semiconductoare și electronice cu sediul în Geneva, Elveția.

## Istorie
Compania STMicroelectronics a fost formată în 1987 prin fuziunea a două companii guvernamentale de semiconductoare: SGS Microelettronica (Società Generale Semiconduttori) din Italia și Thomson Semiconducteurs, subdiviziune a companiei franceze Thomson SA.
SGS Microelettronica își are originea în 1972 dintr-o fuziune anterioară a două companii:
- ATES (Aquila Tubi e Semiconduttori), un producător de tuburi de vid și semiconductoare cu sediul în L'Aquila, Abruzzo, care în 1961 și-a schimbat denumirea în Azienda Tecnica ed Elettronica del Sud și și-a mutat producția la periferia orașului sicilian Catania
- Società Generale Semiconduttori (fondată în 1957 de Adriano Olivetti).